# Minh Hòa (Bình Dương)
Minh Hòa is een xã in huyện Dầu Tiếng, een district in de Vietnamese provincie Bình Dương.
Minh Hòa ligt in het noorden van het district, ongeveer twintig kilometer ten noorden van thị trấn Dầu Tiếng, de hoofdplaats van Dầu Tiếng. In het noorden grenst het aan district Hớn Quản van de provincie Bình Phước. Minh Hòa ligt op de oostelijke oever van het Dầu Tiếngmeer.